# Dryas wyssiana
Dryas wyssiana är en rosväxtart som beskrevs av Gustave Beauverd. Dryas wyssiana ingår i Fjällsippssläktet som ingår i familjen rosväxter. Inga underarter finns listade i Catalogue of Life.